# Љубо Бакоч
Љубомир Љубо Бакоч (Поља, код Мојковца, 19. фебруар 1897 — Урошевина, изнад Мојковца, 8. мај 1942), учесник Народноослободилачке борбе и народни херој Југославије.

## Биографија
Рођен је 19. фебруара 1897. године у селу Пољима, код Мојковца као друго дете Риста и Стане Бакоч. 
Члан Комунистичке партије Југославије је од 1939. године и спадао је, уз свог млађег брата Милорада у најистакнутије организаторе Тринаестојулског устанка у Црној Гори.
Учесник Народноослободилачке борбе је од 1941. године. Био је командант Трећег (Мојковачког) батаљона у Бијелопољском партизанском одреду.
Погинуо је на Урошевини, изнад Мојковца, 8. маја 1942. године, када је недалеко од места на коме се одржавао сатанак штабова батаљона, пала једна минобацачка граната, коју су испалили четници Павла Ђуришића.  Од Љубомирове породице нико није доживео крај рата. Његова супруга Загорка погинула је 1943. године на Прењу за време борби у познатој бици на Неретви. Љубомирова кћерка Ксенија је као седамнаестогодишњакиња погинула у бици на Сутјесци, тако што јој је брат од тетке по оцу, Владо Томовић пуцао у главу, пошто су обадвоје били тешко рањени: Владо је био рањен у груди, тако да су му се плућа видела, а Ксенији је немачка граната разнела обе ноге. Пошто су их Немци са псима опкољавали, Владо је скупио последњу снагу и рекао Ксенији да се окрене и погледа приближавају ли се Немци, а онда јој из пиштоља пуцао у главу. Он сам је сачекао да му Немци приђу, а онда и себе и њих разнео бомбом. 
Љубомир Бакоч је проглашен за народног хероја 10. јула 1953. године. 
Његово име данас носи главни трг у Мојковцу, гдје се налази и биста Љубомира Бакоча.